# Technische Berufsschule Zürich
Die Technische Berufsschule Zürich ist in der Stadt Zürich das Kompetenzzentrum für die berufliche Grund- und Weiterbildung mit Schwerpunkt Technik. 

## Geschichte
Im Oktober 1973 wurde die  Berufsschule Zürich in sechs eigenständige Berufsschulen aufgeteilt. Die heutige Technische Berufsschule Zürich (TBZ) hiess zunächst Berufsschule 3, später Mechanisch-Technische Berufsschule und seit August 1991 tritt die TBZ unter ihrem jetzigen Namen auf. Seit 1990 ist eine Technikerschule (heute Höhere Fachschule) mit Schwerpunkt Weiterbildung Informatik neben den drei Abteilungen mit Schwerpunkt berufliche Grundbildung tätig.
Nachdem der Maschinenbau in den ersten Jahren mit bis zu 2‘500 Lernenden einen steten Rückgang bis zur Strukturbereinigung anfangs 90er Jahre durchlebte, wurde die entsprechende Abteilung Mitte 90er Jahre in „Informationstechnik“ umbenannt.
Seit 2003 ist der weitherum sichtbare TBZ-Turm das Wahrzeichen der TBZ.

## Angebote
Als eine der grössten Berufsfachschulen der Schweiz bildet die Technische Berufsschule Zürich (TBZ) in der beruflichen Grundbildung rund 3600 Lernende in 18 verschiedenen Berufen in den Bereichen Automobiltechnik, Elektro/Elektronik, Informationstechnik, Augenoptik und Veranstaltungstechnik aus. Die Ausbildungen dauern zwischen zwei und vier Jahren und führen zum eidgenössischen Berufsattest (EBA) oder zum eidgenössischen Fähigkeitszeugnis (EFZ). Zusätzlich bietet die Technische Berufsschule  Weiterbildung in den Bereichen Automobiltechnik, Informationstechnik, Elektro/Elektronik sowie Medientechnik an.

## Standort
Drei berufsbezogene Abteilungen sowie ein Informatikdienst, ein Hausdienst, eine Mensa und eine Mediothek befinden sich in zwei Gebäuden an der Ausstellungsstrasse 70 sowie am Sihlquai 101 in der Nähe des Hauptbahnhofs in Zürich (Schweiz). Die Gebäude sind alle am gleichen Standort.
In der Mediothek können alle Lernenden sowie sämtliche Mitarbeiter der TBZ, Bücher und elektronische Medien ausleihen.
In der Umgebung befinden sich das Mittelschul- und Berufsbildungsamt des Kantons Zürich, die Limmat, das feministische Streikhaus und die Allgemeine Berufsschule Zürich.

## Grundbildung
Die Technische Berufsschule (TBZ) ist organisatorisch in drei verschiedene Abteilungen gegliedert und bietet eine zeitgemässe berufliche Grundbildung in folgenden Berufen an:

### Informationstechnik
- Informatiker/in EFZ Fachrichtung Betriebsinformatik[2]
- Informatiker/in EFZ Fachrichtung Plattformentwicklung[3]
- Informatiker/in EFZ Fachrichtung Applikationsentwicklung[4]
- ICT-Fachmann/ICT-Fachfrau EFZ[5]
- Augenoptiker/in EFZ[6]

### Automobiltechnik
- Automobil-Assistent/in EBA[7]
- Automobil-Fachmann/frau EFZ[8]
- Automobil-Mechatroniker/in EFZ[9]
- Carrossiespengeler/in EFZ[10]
- Repetierende Automobilberufe

#### Elektro/Elektronik
- Elektroinstallateur/in EFZ[11]
- Montage-Elektriker/in EFZ[12]
- Zusatzlehre Montage-Elektriker/in zu Elektroinstallateur/in EFZ
- Elektroplaner/in EFZ[13]
- Telematiker/in EFZ (bis 2024)
- Elektroniker/in EFZ[14]
- Multimediaelektroniker/-in EFZ[15]
- Physiklaborant/in EFZ[16]
- Repetierende Elektro/Elektronik
- Veranstaltungsfachmann/frau EFZ[17]

## Weiterbildung
Neben der Beruflichen Grundbildung bietet die Technische Berufsschule auch  Weiterbildung an:

### Informationstechnik
- Cloud Native, DevOPS und Container[18] als Vorbereitung für den Techniker/in HF Informatik Lehrgang
- Dipl. Techniker/in HF Informatik[19]
- EBC*L Certified Manager – Betriebswirtschaft und Management

### Automobiltechnik
- Carrosseriewerkstattleiter/in mit eidg. Fachausweis
- Fahrzeugrestaurator/in Berufsprüfung (BP)
- Carrosseriefachmann/frau Fachrichtung Spenglerei
- Werkstattkoordinator/in carrosserie-suisse Zertifikat
- Dipl. Betriebswirt/in im Automobilgewerbe Höhere Fachprüfung (HFP)
- Werkstattkoordinator/in AGVS-Zertifikat oder eidg. Fachausweis (BP)
- Automobildiagnostiker/in mit eidg. Fachausweis (BP)

### Elektro/Elektronik
Lehrgänge
- Elektro-Projektleiter/in (EIT.swiss 2017) für Elektro-Sicherheitsberater/in
- Elektro-Projektleiter/in Planung
- Elektro-Projektleiter/in Installation und Sicherheit
- Elektroinstallations- und Sicherheitsexperte/-expertin HFP

Weiterbildungskurse
- Fehler-/Störungssuche und Messen – Erweiterungskurs
- Einführung in die KNX Gebäudeautomation
- Fehler-/Störungssuche und Messen – Grundkurs
- Siemens Logo-Modul mit Workshop

### Medientechnik
Lehrgänge
- Veranstaltungstechniker/in mit eidg. Fachausweis,  Fachrichtung Licht oder Fachrichtung Bühne
- Weiterbildung Akustik
- Tontechniker/in mit eidg. Fachausweis

Weiterbildungskurse
- Ingenieur-Mathematik Basiskurs Lehrgang Dipl. Akustiker/in SGA
- Laser Sachkundebestätigung